# Stanisław Przybyszewski
Stanisław Feliks Przybyszewski (n. 7 mai 1868, Łojewo Inowrocław  – d. 23 noiembrie 1927, Jarontach Inowrocław) a fost un romancier polonez, dramaturg și poet al școlii naturalismului decadent. Dramele sale sunt asociate cu mișcarea simbolismului . El a scris atât în limba germană cât și în poloneză și a fost un reprezentat al boemei din Cracovia, aparținând mișcării Tânăra Polonie. Stanisław Przybyszewski este o legendă vie, el devenind eroul multor zvonuri și anecdote alături de Tadeusz Boy-Żeleński și Stanisław Brzozowski. În Berlin, el a fost numit "un polonez genial" în termenii "artă pentru artă" și "sufletul gol", fiind autorul manifestului Confiteor.

## Viața
Przybyszewski s-a născut în Łojewo în familia profesorului satului Józef Przybyszewski. A urmat cursurile mai multor școli, reușind să termine liceul în anul 1889, finele acestui an găsindu-l la Berlin unde studiază arhitectura și mai apoi medicina, fără a finaliza pe vreuna din ele. În Berlin ia contact cu satanismul și cu filozofia lui Nietzsche care-l fascinează și datorită cărora se aruncă în vâltoarea boemă a orașului. Datorită cunoștințelor de neuropsihologie dobândite în consonanță cu teoriile lui Nietzsche, publică în anul 1892 două eseuri intitulate „Zur Psychologie des Individuums”. A fost rapid acceptat de boema scandinavo - germană, împrietenindu-se imediat cu Richard Dehmlem, Alfred Mombert, pictorul Edvard Munch și Auguste Strindberg.
În Berlin, a trăit cu Martha Foerder, cu care a avut trei copii. Ulterior, el s-a căsătorit cu Dagny Juel la data de  18 august 1893 cu care a avut doi copii. În perioada 1893 - 1898, Dagny și Przybyszewski au locuit uneori în Berlin și adeseori în orașul natal al soției, Kongsvinger din Norvegia. În 1896, Stanisław a fost arestat fiind suspectat pentru uciderea fostei sale concubine Martha, dar a fost eliberat după ce s-a stabilit că ea a murit de intoxicație cu monoxid de carbon. După moartea Marthei, copiii au fost trimiși la diferite centre de plasament.

## Lucrări publicate

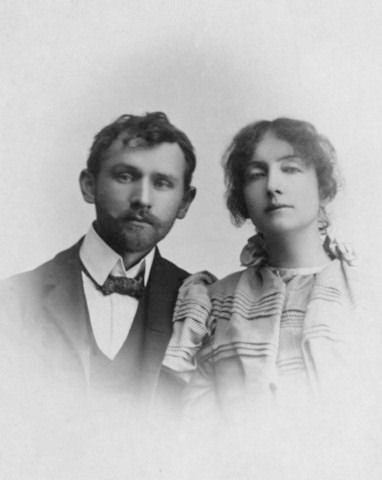
Dagny şi Stanisław Przybyszewski în 1897/1898

- Zur Psychologie des Individuums (1892)
- De Profundis (1895)
- Vigilien (1895)
- Homo Sapiens (1896)
- Die Synagoge des Satan (1897); Synagoga szatana (1899 Polish edition)
- Satans Kinder (1897)
- Das große Glück (1897)
- Epipsychidion (1900)
- Androgyne (1900)
- Totentanz der Liebe (1902)
- Erdensöhne (1905)
- Gelübde (1906)
- Polen und der heilige Krieg (1915)
- Von Polens Seele. Ein Versuch (1917)
- Der Schrei (1918)
- Moi współcześni (1928)

## Dramaturgie
- The Eternal Fairy-Tale
- The Golden Fleece
- The Snow (Schnee, 1903)